# Notiophilus semiopacus
Notiophilus semiopacus är en skalbaggsart som beskrevs av Exchscholtz. Notiophilus semiopacus ingår i släktet Notiophilus och familjen jordlöpare. Inga underarter finns listade i Catalogue of Life.